# 外阴毛囊炎
外阴毛囊炎（英語：vulvar folliculitis），是一种毛囊炎，生长于外阴部位，其由葡萄球菌引起。
炎症多发生于大阴唇外侧、阴阜等有毛囊部位。周围皮肤发红，有触痛，重者可肿起形成圆锥形脓疤，中心为一根穿出毛发。化脓时中心部位呈黄色，边缘呈红色。如多处毛囊炎，临近的小脓疮可融合；如感染向深部发展，可恶化形成外阴疖病。